# Timbres de France 1870
 (juillet 2024).
- Si vous ne connaissez pas le sujet, laissez ce bandeau (vous pouvez alors contacter les auteurs).
- Si vous supprimez le contenu mis en cause (vous pouvez préalablement contacter les auteurs),

argumentez précisément cette suppression dans la page de discussion
(un manque de référence n'est pas un argument ; une recherche réelle de référence doit avoir été effectuée, être formellement documentée).
Cet article recense les timbres de France émis en 1870 par l’administration des Postes.

## Légende
Pour chaque timbre, le texte rapporte les informations suivantes :
- date d'émission, valeur faciale et description,
- formes de vente,
- artistes concepteurs et genèse du projet,
- date de retrait, tirage et chiffres de vente,

ainsi que les informations utiles pour une émission donnée.

## Février

### Empire Lauré, 2 centimes brun-rouge, type 2

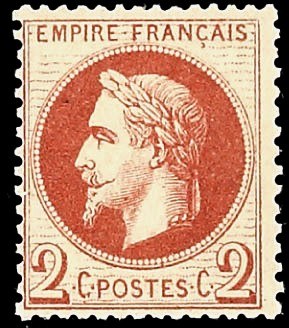
Deux centimes « Empire Lauré » (type 2) dentelé, effigie de Napoléon III

Émis en 1870, il remplace un timbre à l'effigie de Napoléon III « lauré » presque identique émis depuis 1862 au type 1, tous deux gravés et dessinés par Désiré-Albert Barre. Il est imprimé en typographie à plat, en feuille de 300 timbres formant deux blocs de 150 timbres-poste, séparés par une marge verticale large d'environ deux centimètres. Les feuilles sont coupées en deux pour la mise en vente.
Le deux centimes brun rouge au type deux apparait dans les bureaux de poste au fur et à mesure de l'épuisement des stocks antérieurs à partir de la mi-février. Le deux centimes lauré « modifié » (au type 2) se différencie du type 1 par plusieurs rectifications notamment du tracé du menton entre la barbe et le cou : le trait y est net, contrairement au premier type où l'ombre est plus forte, masquant cette région du visage.
Il est imprimé 24 962 200 timbres-poste de cette valeur en quasi-continu avec deux demi-planches fabriquées en novembre 1869. Deux autres demi-planches en cours de finition en octobre 1870 ne semblent pas avoir été utilisées, et n'ont probablement pas été terminées. Le tirage semble commencer le 4 ou 5 février 1870 et se terminer le 1er octobre 1870, alors que Paris est encerclé, et donc que les timbres ne peuvent être distribués dans les bureaux de province.
La teinte de ce premier tirage est brun-rouge (brun Van Dyck) assez clair sur un fond jaunâtre presque blanc.
Un second tirage, exécuté durant la Commune, a produit 998 700 timbres d'après les inventaires retrouvés, mais il impossible de les différencier des précédents, il n'y a pas non plus de certitude si ce tirage a produit des timbres au type 1 ou au type 2, voire les deux. Seuls des traces administratives permettent d'affirmer que cette production a bien été réalisée.
Un troisième tirage (au type 2 uniquement) sera réalisé par la Monnaie de Paris entre août 1871 et mars 1872, dans l'attente de la réalisation de planches d'impression au type Cérès pour cette valeur. Ce tirage est d'environ 28 000 000 timbres-poste. Ils se différencient par une teinte soit rouge foncé, soit au contraire rouge terne, sur un papier jaune-paille voire chamoisé.
Au total environ 54 millions d'exemplaires de ce timbre (au type 2) sont imprimés.
Il est remplacé par un timbre de même couleur et même valeur mais à l'effigie de Cérès temporairement en Province dès décembre 1870 (série provisoire de Bordeaux), puis dans toute la France en novembre 1872.

## Mai

### Effigie de Napoléon III, dite «Empire Lauré», 1 centime vert olive foncé sur azuré

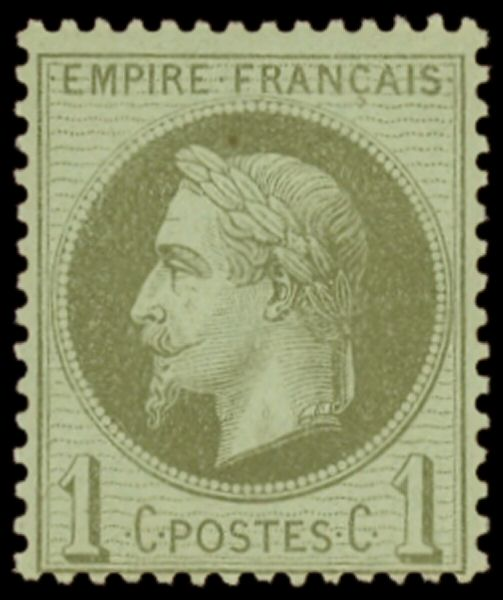
Un centime vert olive sur vert, type Napoléon III lauré émis en 1870

Émis le 29 mai 1870, le un centime vert olive foncé sur azuré à l'effigie de Napoléon III « lauré » est imprimé en typographie à plat, en feuilles de 300 timbres poste en deux planches de 150 timbres (10 x 15) séparées par une marge verticale d'environ deux centimètres. Les feuilles d'impression sont coupées en deux verticalement pour la mise en vente. Le dessin et la gravure du poinçon de Désiré Albert Barre reprend la mise en forme initiale conçue par son père (Jacques-Jean Barre) en 1852 en reprenant le profil de Napoléon III orné des lauriers de la victoire.
Dernier timbre émis avec l'effigie de Napoléon III, peu de temps avant la défaite de Sedan et la chute de l'Empire, il sera pourtant imprimé jusqu'en 1872, pour être remplacé par un timbre de même valeur et de même couleur à l'effigie de Cérès en novembre 1872. Il sera produit environ 231 795 000 timbres en trois périodes de tirage.
Le premier tirage entre avril 1870 et le 14 septembre 1870 est de couleur olive, olive gris, pâle sur un papier bleuté ou azuré teinté dans la masse, ainsi qu'une courte période avec un vert olive franc sur papier azuré.
Le second tirage est fait en août 1871, après la fin de la Commune, pendant une douzaine de jours, les timbres sont olive vert plus ou moins foncé, et en fin de tirage vert bronze foncé, tous sur un papier azuré franc teinté dans la masse du papier. Le troisième tirage est dans la continuité du précédent, il débute en novembre 1871 et se termine en mai 1872. Les teintes sont très proches du précédent, mais le papier est azuré vert dans la masse du papier, voire bleuté assez vif en fin de tirage (papier alors proche de celui du 5 centimes Cérès). Le timbre présenté en illustration correspond à ce troisième tirage.
Un timbre-poste à cinq centimes « Empire lauré » est en cours de réalisation en 1870, pour remplacer le cinq centimes « tête nue ». Le poinçon original ne sera probablement pas terminé. Il existe un tirage d'atelier de ce poinçon au Musée de la poste.

## Septembre - Octobre

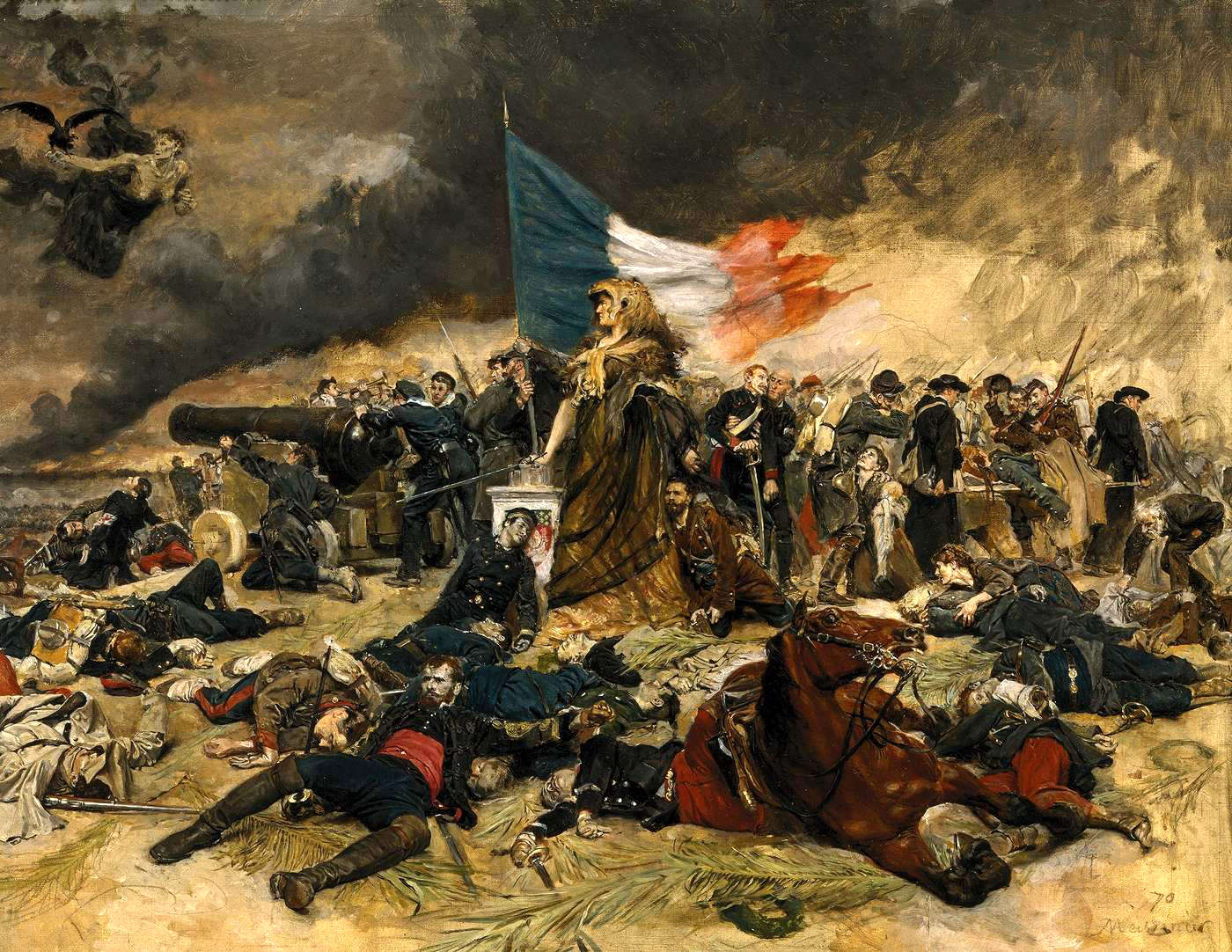
Le Siège de Paris, toile d'Ernest Meissonier.

Le dimanche 18 septembre dans l'après-midi, les relations postales entre Paris et la province sont interrompues, ainsi que les liaisons télégraphiques, et la dernière liaison ferroviaire par les Chemins de fer de l'Ouest est coupée, le siège de Paris commence.
Le lundi 19 septembre 1870, après l'échec d'une dernière tentative militaire à Chatillon et Clamart, la ville et sa proche banlieue sont encerclées.
Le gouvernement provisoire, dont une partie des membres est restée dans la capitale, poursuit la production avec le matériel conservé dans Paris des timbres qui commencent à manquer. Les planches d'impression des Cérès de 1849-1850, encore utilisables et correspondant aux tarifs en cours, sont réemployées, à la suite de la demande du 4 septembre 1870 du Gouvernement de la Défense Nationale.

### Création de la Poste parballon montéet des premières cartes postales

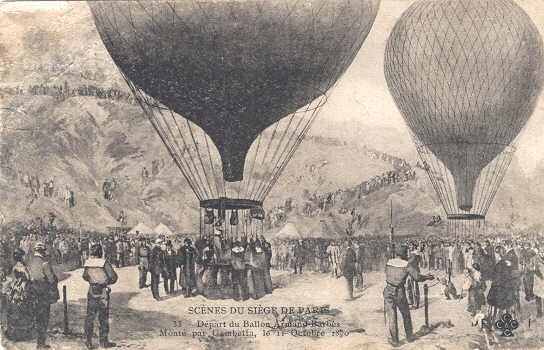
Départ de l’« Armand Barbès », ballon monté, 1870-1871.

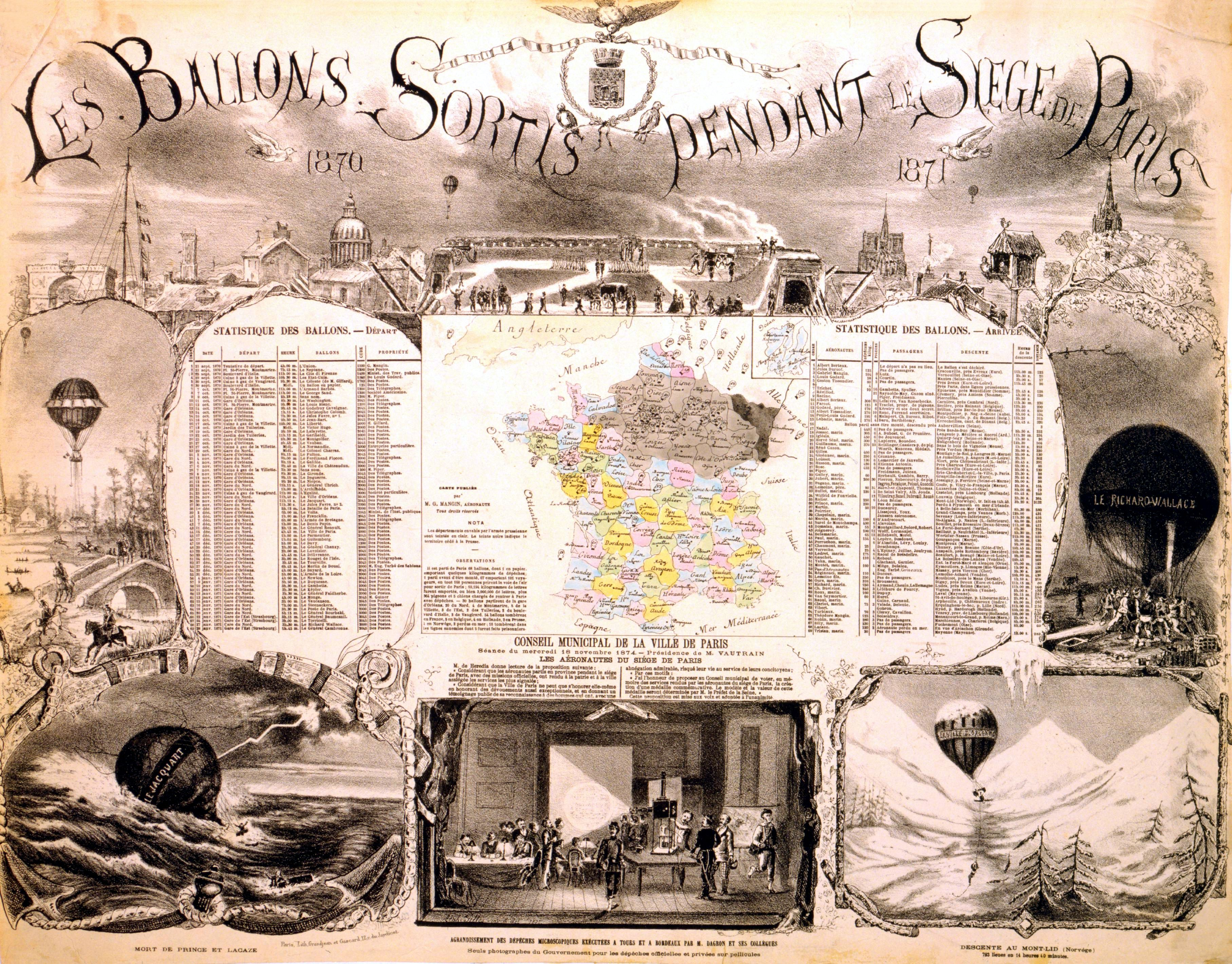
Les ballons montés sortis durant le Siège de Paris.

Le 27 septembre 1870, l'Administration des Postes dans Paris publie deux décrets applicables dès le lendemain (« si le temps le permet ») autorisant l'acheminement de cartes-postes et de lettres ordinaires à destination de la France, de l'Algérie et de l'étranger par voie d'aérostats (ou ballon monté). Ce service par ballons montés constitue la première expérience mondiale de transport par une administration postale de courriers par la voie des airs, marquant la naissance de la Poste aérienne.
L'article 2 du premier décret précise :
1. Le poids des lettres expédiées par les aérostats ne devra pas dépasser 4 grammes.
2. La taxe à percevoir pour le transport de ces lettres reste fixée à 20 centimes.
3. L'affranchissement [au moyen de timbres poste] en est obligatoire.

Et précise en remarque que : les lettres fermées que le public entendra réserver pour être acheminées par les ballons montés devront porter sur l'adresse la mention expresse : « par ballons montés », etc.
L'article 3 du second décret précise le tarif des cartes-poste (ancêtre des cartes postales) : 10 centimes à destination de la France et de l'Algérie, et 20 centimes pour l'étranger. L'affranchissement au moyen d'un timbre-poste en est obligatoire.
Ces cartes-poste sont initialement supposées circuler par ballons libres (en paquet, attachées à un ballon de quelques mètres de diamètre, sans conducteurs ni autre cargaison). Mais en fait, après un échec initial, elles circuleront par ballon monté. Ces cartes-poste diffèrent des premières expériences limitées des sièges de Metz et de Strasbourg car elles résultent d'une initiative non militaire, et régies par un texte administratif, et elles seront largement diffusées dans la capitale et utilisées dans les communications privées vers la province.

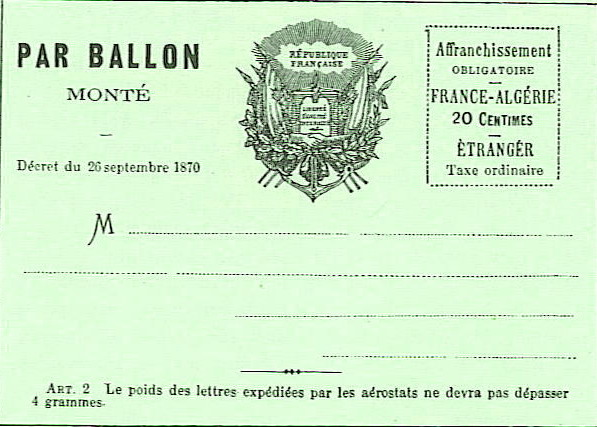
Carte-poste par ballon monté, 1870-1871.

Plus de deux millions et demi de lettres seront transportées hors de Paris par la voie des airs.
Reprise du service postal après le siège.
Le courrier n'arrive à nouveau par voies « usuelles » dans la capitale que le 5 février 1871, après passage par un service de censure allemand à Versailles, le 2 février, les premiers plis quittent Paris vers la province, non cachetés pour contrôle par la censure allemande, puis après le 15 février le service est rétabli pour les envois clos, dont lettres et colis en souffrances depuis six mois.

### L'émission dite du «Siège de Paris»
Dès la proclamation de la République le 4 septembre 1870, Anatole Hulot reçoit l'ordre de préparer des timbres à l'effigie de la République (au type Cérès de 1849), il réutilise les anciennes planches d'impression de 1849 et 1850 encore utilisables. Les premiers tirages des 10 et 20 centimes sont livrés le 11 octobre, puis le 40 centimes est livré mi-octobre. Ces trois valeurs ne couvrent pas tous les besoins, et ne sont pas disponibles dans un premier temps en quantités suffisantes. Aussi les anciens timbres continuent à être utilisés, et certains seront même réimprimés durant le siège, dans l'attente de la préparation de nouvelles planches d'impression à l'effigie de Cérès pour des valeurs faciales qui n'existaient pas en 1849-1852 (5 centimes vert au type Empire dentelé, et, 1, 2, 4 et 80 centimes au type Empire Lauré).
Les courriers ayant circulé dans Paris encerclé montrent une grande variété de timbres. En plus des nouveaux tirages au type Cérès, on trouve ainsi des timbres-poste au type « Empire Lauré », des « Empire dentelé », et même des « Empire non dentelés » de 1852.
Ces timbres sont recherchés sur lettre ayant circulé dans Paris et les communes limitrophes encerclées par l'armée de l'Empereur Guillaume II, ainsi que sur les correspondances ayant pu sortir de Paris par ballons monté.
À la fin du siège (à partir de la mi-février seulement, après l'armistice du 28 janvier 1871), l'impression se poursuit avec ces mêmes planches, et les timbres sont distribués dans les bureaux de province. Ils remplacent alors progressivement, à partir de mars - avril 1871, les Cérès imprimées à Bordeaux dans les départements non occupés du sud de la France.
La série est donc appelée « Cérès du siège de Paris » en référence au contexte de leur apparition, mais ils ont continué à être utilisés et imprimés après ces événements, jusqu'à leur remplacement par d'autres valeurs par suite de changement des tarifs ou par un autre type dans le cas du 40 centimes.

### Cérès dite du «Siège de Paris», 10 centimes bistre jaune

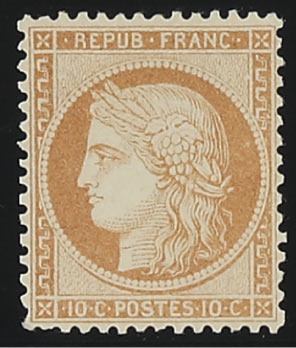
10 centimes bistre jaune (tirage de la Commune) Cérès,, 1870

Le 10 centimes bistre-jaune a été mis à la disposition des usagers le 11 octobre 1870 dans les bureaux de la capitale uniquement dans un premier temps, puis sur l'ensemble du territoire après le 15 février 1871.
Le tirage total de cette valeur est de 34 063 500 exemplaires sur les planches d'impression déjà utilisées en 1850. Le créateur de l'illustration est le graveur Jacques-Jean Barre. Ces timbres sont imprimés en typographie à plat, en feuille de trois cents exemplaires, divisée en deux panneaux de 150 timbres (15 lignes de 10 timbres) séparé par une marge.
Il perd son usage principal et devient une valeur d'appoint le 1er septembre 1871, à la suite d'un changement des tarifs postaux, l'usage de ce timbre-poste se limite à dix mois et demi. Les stocks restant seront utilisés jusqu'à quasi épuisement par mesure d'économies sur les courriers à partir de septembre 1871.
Il existe 3 timbres tête-bêche dans les planches d'impression mais ils disparaissent en février 1871 lors de la seconde période du tirage, après la levée du siège de Paris.
Imprimé en continu, les premiers timbres réalisés durant le siège sont de couleur bistre-jaune à bistre-jaune clair sur papier teinté brun très pâle grisâtre, ceux réalisés durant la Commune sont par contre bistre brun sur un papier jaunâtre.
Un retirage spécial « dit Granet » non dentelé sera réalisé en 1887 dans une couleur bistre très jaune.
Un tirage spécifique non dentelé gommé à destination des colonies sera réalisé en 1871, pour remplacer les timbres au type « Aigles des Colonies » de 1859.
Ces deux tirages spécifiques ne doivent donc pas être confondus avec les timbres non dentelés de 1850.

### Cérès dite du «Siège de Paris», 20 centimes bleu

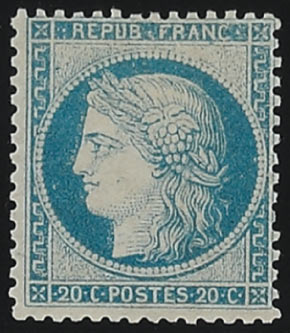
20 centimes bleu au type Cérès,, 1870

Le 20 centimes bleu a été mis à la disposition des usagers le 11 octobre 1870 dans les bureaux de la capitale uniquement dans un premier temps, puis sur l'ensemble du territoire après le 15 février 1871.
Imprimé en continu, le tirage total de cette valeur est de 79 472 200 exemplaires sur les planches d'impression déjà utilisées en 1849 pour le 20 centimes noir. Le créateur de l'illustration est le graveur Jacques-Jean Barre. Ces timbres sont imprimés en typographie à plat, en feuille de trois cents exemplaires, divisée en deux panneaux de 150 timbres (15 lignes de 10 timbres) séparé par une marge.
Il perd son usage principal et devient une valeur d'appoint le 1er septembre 1871, à la suite d'un changement des tarifs postaux portant de 20 c. à 25 c. le port d'une lettre simple, l'usage de ce timbre-poste se limite à dix mois et demi. Les stocks restant seront utilisés jusqu'à quasi épuisement par mesure d'économies à partir de septembre 1871.
Il existe des têtes-bêche dans les planches utilisées, au cases 101, 119 et 148 du panneau « E » et 128 du panneau « F ». Ces têtes-bêche disparaissent en février 1871.
La couleur du timbre varie du bleu terne, bleu pâle au bleu foncé sur un papier assez uniforme blanchâtre. Les timbres imprimés durant la Commune se distinguent par la teinte jaunâtre assez marquée du papier.
Un retirage spécial « dit Granet » non dentelé et non gommé sera réalisé en 1887 dans une couleur bleu laiteux, en impression fine, et en bleu foncé vif.
Un tirage spécifique non dentelé gommé à destination des colonies a été réalisé en 1871, pour remplacer les timbres au type « Aigles des Colonies » de 1859.

### Cérès dite du «Siège de Paris», 40 centimes orange

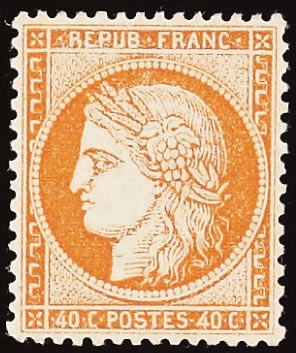
40 centimes orange (4 retouché) Cérès,, 1870

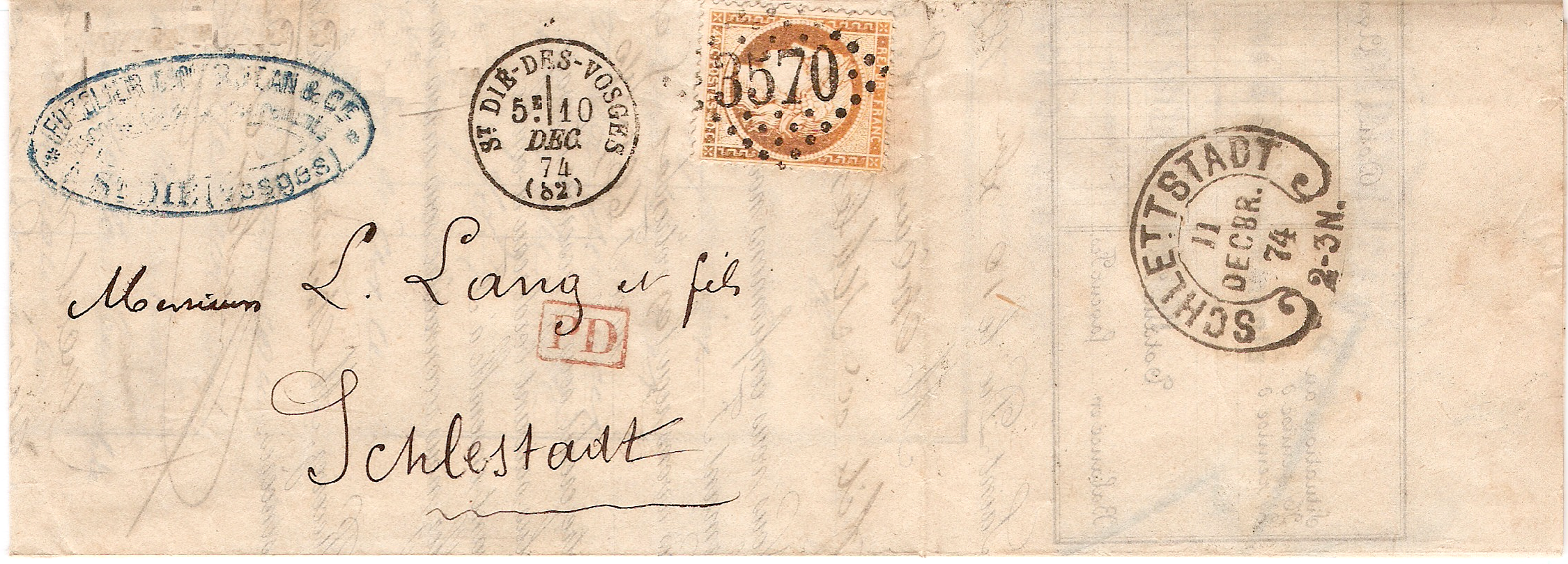
Lettre de Saint-Dié vers Sélestat (Alsace occupée) de 1874 affranchie avec un 40 c. orange

Le 40 centimes orange a été mis à la disposition des usagers le 18 octobre 1870 dans les bureaux de la capitale uniquement dans un premier temps, puis sur l'ensemble du territoire après le 15 février 1871.
Le tirage total de cette valeur est de 54 242 700 exemplaires. Le créateur de l'illustration est le graveur Jacques-Jean Barre. Ces timbres sont imprimés en typographie à plat, en feuille de trois cents exemplaires, divisée en deux panneaux de 150 timbres (15 lignes de 10 timbres) séparé par une marge.
Son usage prévu était l'affranchissement des lettres de 10 à 20 grammes. Il a été également utilisé dans les liaisons internationales sur de très exceptionnels courriers à ces destinations et sortis de la capitale par ballons montés, puis dans cet usage après le 28 janvier 1871 à l'issue du siège. Il correspondait notamment au tarif à destination de l'Allemagne, et donc au maintien du trafic entre les régions voisines de l'Alsace Lorraine.
Son usage normal a été assez tardif, six tirages ont été réalisés au total (répartis entre 1870 et 1876). En effet, il a fallu attendre 1878 pour disposer d'une faciale analogue au type Paix et Commerce.
La teinte des timbres varie notablement au cours de ces six années d'impression, elle varie d'un orange jaunâtre pâle (en 1872), quasiment jaune en 1874, jusqu'à un orange très foncé et très couvrant (en 1876). Le premier tirage réalisé durant le siège est très difficile à distinguer des suivants : la couleur orange présente une pointe de rose, et le papier de mauvaise qualité par rapport aux autres tirages est jaunâtre. Le papier teinté dans la masse reste dans tous les tirages peu coloré : jaune ou paille, voire blanchâtre dans certains cas.
Les planches présentent toujours les variétés « 4 retouchés » aux cases 146 et 147, mais aucun tête-bêche.
Un tirage spécifique non dentelé gommé, a été réalisé en novembre 1871, en remplacement des timbres au type « Aigles des Colonies » de 1859. Ce tirage est parfois confondu avec les timbres métropolitains émis en 1850.

## Novembre

### L'émission provisoire dite «de Bordeaux»

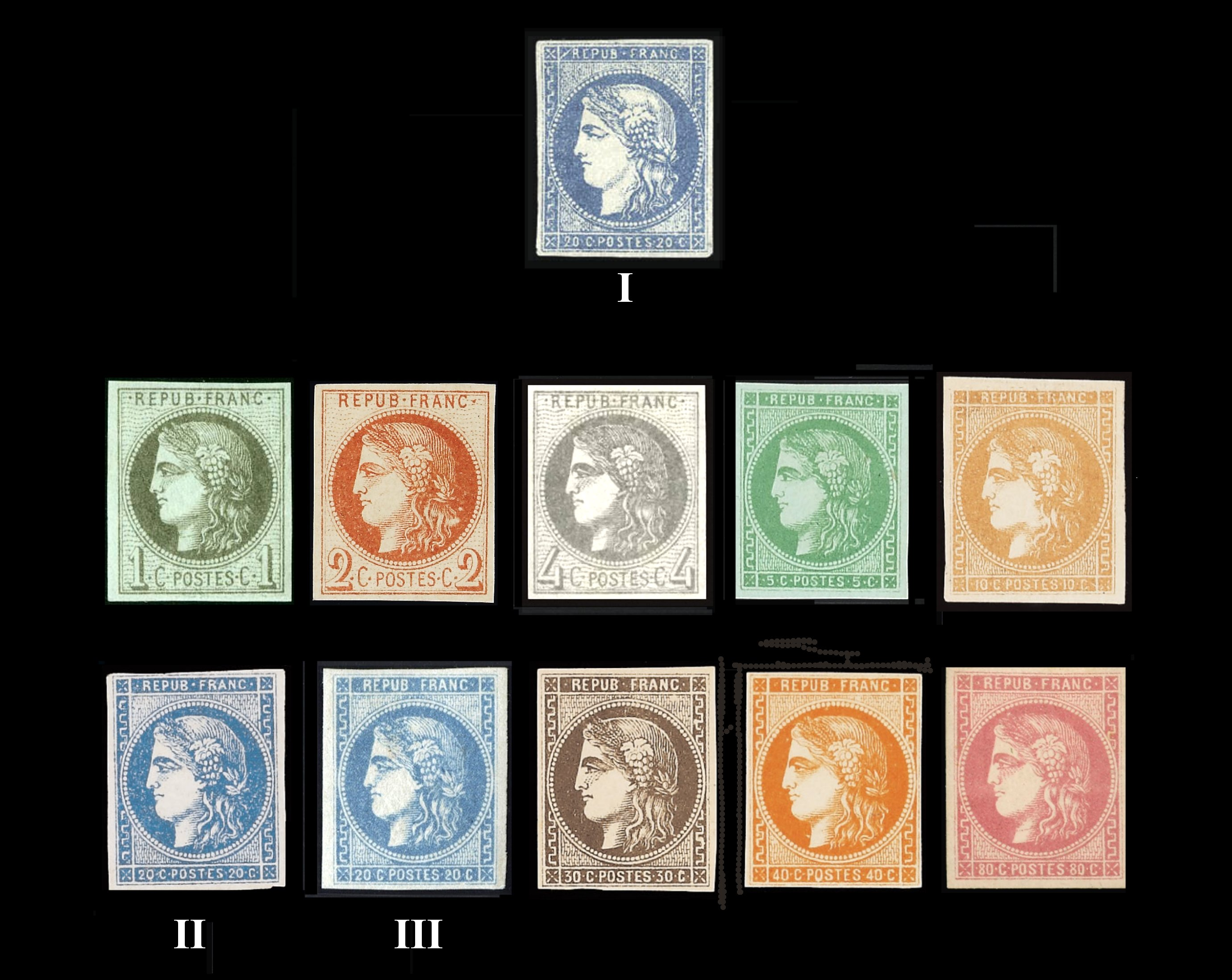
Cérès, émission provisoire de Bordeaux.

Le gouvernement provisoire de Défense nationale s'établit à Tours, puis se replie sur Bordeaux devant l'avance ennemie. Les services postaux sont désorganisés et les timbres-poste commencent à manquer dans de nombreux bureaux. Des échanges entre les bureaux sont organisés pour parer au plus pressé et en parallèle une émission provisoire est décidée dès le 30 septembre 1870, la fabrication en est confiée par Steenackers au directeur de la Monnaie de Bordeaux. Le 19 octobre ordre est donné de produire le plus rapidement possible des timbres au même type que ceux imprimés dans Paris : donc au type Cérès de 1849. Grâce aux communications postales par ballon monté, quelques exemplaires de timbres imprimés à Paris sont disponibles dès leur livraison, et servent de modèle.
Le dessinateur et lithographe Édouard-Jean Dambourgez propose un dessin d’un timbre-poste à 20 centimes réalisé à la plume, qui est adopté. Ce dessin est reporté et démultiplié sur pierre lithographique et le tirage commence immédiatement. Mais très vite les traits trop fins du dessin du timbre deviennent peu lisibles, les opérations de report le rendent nuageux et flou. On demande à Léopold Yon de réaliser un nouveau dessin du timbre à 20 centimes, qui donne satisfaction et qui résiste mieux aux opérations de report et à l'usure. Léopold Yon se verra confier la réalisation de toutes les autres valeurs.
L'organisation dans le contexte de la guerre d'une unité de production de timbres-poste en province, à partir du matériel, du papier et des gommes adhésives trouvés localement est une performance remarquable : environ 123 000 000 timbres-poste seront produits en quelques mois (d'après les études de Paul Dillemann).

### Cérès de Bordeaux, 20 centimes bleu, type 1, ou «de Dambourgez»
Émis le 11 novembre 1870, dessiné à la plume par Édouard-Jean Dambourgez, en respectant au mieux le dessin des timbres produit à Paris, imprimé en lithographie localement par le gouvernement provisoire replié à Bordeaux, en raison de l'épuisement des timbres imprimés avant le début de guerre dans les territoires non occupés par les armées prussiennes.
Ce type ne donne pas entière satisfaction, le dessin se brouille, et devient flou lors des opérations de reports pour la multiplication du dessin sur la pierre lithographique. Il sera rapidement abandonné et remplacé. L'impression se poursuit néanmoins jusqu'à ce que le type de remplacement soit disponible, il est aussi probable que vu le besoin important de timbres-poste à 20 centimes les deux types aient été imprimés parallèlement pendant une ou deux semaines.
Ce timbre sera fabriqué durant un mois seulement, et ne fera l'objet que de deux blocs-report qui se distinguent par des détails du dessin.
Le 20 centimes bleu type 1 report 1 a été imprimé en 1 000 000 d'exemplaires dont la teinte est très variable: de bleu-noir (très rare) à bleu très pâle, en passant par l'outremer. Le papier de couleur blanche est assez constant. Le type 1 report 2 est relativement plus rare, émis seulement à 700 000 exemplaires, il présente lui aussi des variations de couleur, bien que moins étendue, bleu clair à bleu foncé.

### Cérès de Bordeaux, 20 centimes bleu, type 2
Émis en novembre 1870, à une date non connue, ce timbre dessiné par Léopold Yon apparait sur le courrier de la zone non occupée par les armées prussiennes et de leurs alliés à partir du 15 novembre 1870.

### Cérès de Bordeaux, 10 centimes bistre jaune

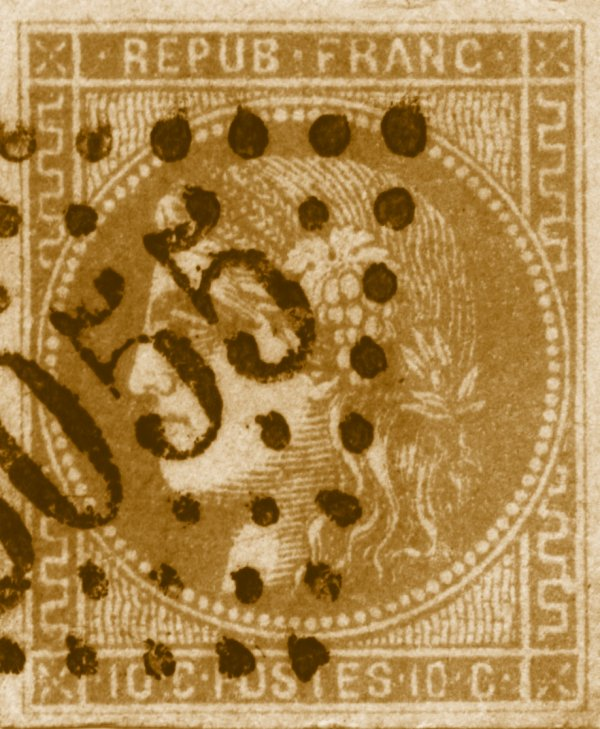
Cérès, émission provisoire de Bordeaux, 10 centimes bistre jaune.

13 novembre 1870

## Décembre

### Cérès de Bordeaux, 1 centime vert olive foncé
5 décembre 1870

### Cérès de Bordeaux, 40 centimes orange

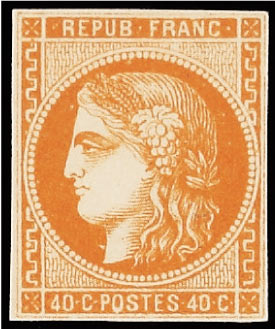
Cérès, émission provisoire de Bordeaux, 40 centimes orange.

Emis le 9 décembre 1870

### Cérès de Bordeaux, 80 centimes rose
10 décembre 1870

### Cérès de Bordeaux, 4 centimes gris perle
13 décembre 1870

### Cérès de Bordeaux, 20 centimes bleu, type 3
13 décembre 1870

### Cérès de Bordeaux, 2 centimes brun-rouge
14 décembre 1870

### Cérès de Bordeaux, 5 centimes vert sur vert-jaune
22 décembre 1870